# Echobrain
Echobrain è un gruppo musicale statunitense di genere Rock, Pop rock e Alternative rock che fu fondato nel 2000 con l'innesto nella band dell'ex bassista dei Metallica Jason Newsted. Il gruppo non è attualmente attivo a causa di progetti solisti dei componenti.

## Formazioni

### Live nel 2001
- Brian Sagrafena
- Jason Newsted
- Dylan Donkin
- Chris Scianni
- David Borla

### Echobrain(2002)
- Dylan Donkin - Chitarrista
- Brian Sagrafena - Batterista
- Jason Newsted - Bassista
- Jim Martin - Seconda chitarra, Banjo

### Glean(2004)
- Brian Sagrafena
- Adam Donkin
- Dylan Donkin
- Andrew Gomez

## Discografia
- 2002 - Echobrain
- 2002 - Strange Enjoyment
- 2004 - Glean